# Достігаєв та інші (фільм)
«Достігаєв та інші» (рос. «Достигаев и другие») — російський радянський телевізійний спектакль Великого драматичного театру за однойменною п'єсою Максима Горького; був записаний для телебачення на кіностудії «Ленфільм» у 1959 році.

## Зміст
Одне з губернських міст у Росії. На дворі 1917 рік і на представників еліти Російської імперії тепер чекає вибір, на чиєму ж вони боці. Хтось хоче пристосуватися до нової влади, хтось просто вижити, але знаходяться ті, які готові захищати свій спосіб життя до кінця. Головний герой якраз виступає за пристосуванство, хоча з ним не згодні багато його знайомих.

## Ролі
- Василь Єфимович Достігаєв, фабрикант, староста купецького клубу — Віталій Поліцеймако
- Єлізавета, його дружина — Ніна Ольхіна
- Антоніна, його дочка — Ірина Єфремова
- Олексій, його син — Михайло Іванов
- Батько Павин — Василь Софронов
- Звонцов, комісар Тимчасового уряду — Сергій Юрський
- Варвара, його дружина — Віра Романова
- Шура Буличова, її сестра — Зінаїда Шарко
- Ксенія Буличова, мати Варвари — Олена Грановська
- Мати Меланія, її сестра  — Ольга Казико
- Степан Тятин, двоюрідний брат Звонцова — Є. Іванов
- Глафіра, служниця — Валентина Кібардіна
- Рябінін, більшовик — Микола Корн
- Порфирій Нестрашний, колишній міський голова, голова місцевого союзу Михайла Архангела — Георгій Семенов
- Віктор Нестрашний, його син — Владислав Стржельчик
- Мокроусов, поліцейський — Юхим Копелян
- Олексій Матвійович Губин, колишній міський голова — Євген Лебедєв
- Бородатий солдат — Борис Рижухін
- Його превосходительство — Сергій Карнович-Валуа
- Таїсія, служниця Меланії — Віра Осокіна
- Пропотівши, блаженний  —
- Монахиня — Марія Призван-Соколова

## Знімальна група
- Режисери — Наталія Рашевська та Юрій Музикант
- Оператор — Веніамін Левітін
- Художник — Яків Рівош
- Композитор — Венедикт Пушков
- Звукорежисер - Б. Антонов

Кіностудія Ленфільм
Час - 101 хв
Рік створення — 1959